# Niederwald (Goms)
Niederwald – miejscowość w gminie Goms, w Szwajcarii, w kantonie Valais, w okręgu Goms. 1 stycznia 2017 roku połączyła się z gminami Blitzingen, Grafschaft, Münster-Geschinen i Reckingen-Gluringen. Do 31 grudnia 2016 samodzielna gmina.
Miejscowość została po raz pierwszy wspomniana w dokumentach w 1526 roku jako Zniderwaldt.

## Demografia
W 2016 Niederwald była ósmą najmniejszą gminą pod względem ludności w Szwajcarii. W 2018 roku w Niederwald mieszkało 66 osób. W 2008 roku 6,7% populacji gminy stanowiły osoby urodzone poza Szwajcarią.
W 2000 roku 92,9% obywateli miejscowości mówiło w języku niemieckim, 4,3% mieszkańców w języku francuskim, a 2,9% w języku serbsko-chorwackim.

Zmiany w liczbie ludności są przedstawione na poniższym wykresie: